# Imatidiini
Imatidiini (лат.) — триба жуков подсемейства щитоносок (Cassidinae) из семейства листоедов.

## Распространение
Встречается в Северной и Южной Америке от США до Аргентины. Наибольшее видовое разнообразие наблюдается в Андах от Никарагуа до Боливии. В Бразилии известно 125 видов, в Коста-Рике — 78, Панаме — 75, Колумбии — 65 видов.

## Описание
Мелкие жуки-щитоноски вытянутой или овальной формы. Усики из 11 или 10 члеников. Клипеус очень короткий, лабрум без киля. Метэпистернум слит с метэпимероном. От других американских видов подсемейства представители трибы Imatidiini отличаются головой, видимой сверху, гладкими надкрыльями без выраженных бороздок, рёбер или ямок, наличием щетинок на передних углах пронотума и онисциформными личинками (плоские и широкие). Большинство представителей Imatidiini, за одним исключением, связаны с различными однодольными, особенно
Имбирецветные (Zingiberales) и Пальмовые (Arecaceae). Это может объяснить большое разнообразие иматидиин в Коста-Рике и Панаме, поскольку эти две страны представляют собой высшую точку разнообразия для Zingiberales, особенно Heliconiaceae и Marantaceae. В Бразилии разнообразие Heliconiaceae и Marantaceae не так высоко, поэтому Imatidiini часто используют другие семейства растений, такие как Злаковые и Осоковые.

## Классификация
Около 20 родов и около 400 видов (из них около 200 в составе крупнейшего рода Cephaloleia). Ранее (например, Borowiec, 1995 и Staines, 2002) использовалось имя Cephaloleiini Chapuis, 1875, однако в 2011 году выяснилось, что у названия Imatidiini Hope, 1840 другой автор (не Chapuis, 1875, как считалось ранее) и это именование как более древнее имеет преимущество в таксономии согласно правилам Международного кодекса зоологической номенклатуры. 
Imatidiini сходны своими гладкими надкрыльями с трибами Arescini, Hybosispini, Prosopodontini и Spilophorini. Род Solenispa Weise, 1905 в ходе ревизии трибы в 2014 году перенесён в состав Hybosispini.
Ископаемый род †Denaeaspis Chaboo & Engel, 2009 найден в эоценовых остатках (Parachute Member, Green River Formation) в штате Колорадо (Piceance Creek Basin, Garfield County, США).
- Aslamidium Borowiec, 1984
- Calliaspis Dejean, 1837
- Caloclada Guérin-Méneville, 1844
- Cephaloleia Chevrolat, 1836
- Cyclantispa Sekerka, 2014
- Demotispa Baly, 1858
- Imatidium Fabricius, 1801
- Katkispa Sekerka, 2014
- Lechispa Sekerka, 2014
- Parentispa Sekerka, 2014
- Parimatidium Spaeth, 1938
- Pseudimatidium Aslam, 1966
- Pseudostilpnaspis Borowiec, 2000
- Spaethaspis Hincks, 1952
- Stilpnaspis Weise, 1905
- Weiseispa Sekerka, 2014
- Windsorispa Sekerka, 2014
- Xanthispa Baly, 1858
- Xenispa Baly, 1858
- †Denaeaspis Chaboo & Engel, 2009